# David Archuleta (album)
David Archuleta – album debiutującego w programie American Idol finalisty Davida Archulety. Został wydany 11 listopada 2008 roku w Stanach Zjednoczonych, pod szyldem wytwórni "Jive Records". Po sprzedaży 500 000 egzemplarzy zdobył status złotej płyty.

## Lista utworów
1. "Crush"
2. "Touch My Hand"
3. "Barriers"
4. "My Hands"
5. "A Little Too Not Over You"
6. "You Can!"
7. "Running"
8. "Desperate"
9. "To Be With You"
10. "Don't Let Go"
11. "Your Eyes Don't Lie"
12. "Angels"